# Toyota Mirai
Der Toyota Mirai ist ein Wasserstoff-Brennstoffzellenfahrzeug der oberen Mittelklasse, das nach Angabe des Herstellers weltweit erste in Großserie produzierte. Nach allgemein üblichen Maßstäben handelte es sich zunächst um eine Mittelserienfertigung, da deutlich weniger als 1.000 Fahrzeuge im Monat gebaut wurden. Während der Japan Mobility Show 2023 bestätigte Toyota, dass der Mirai hinter den Erwartungen zurückbleibt und man sich fortan auf wasserstoffbetriebene Nutzfahrzeuge fokussieren möchte.

## Erste Generation (2014–2020)

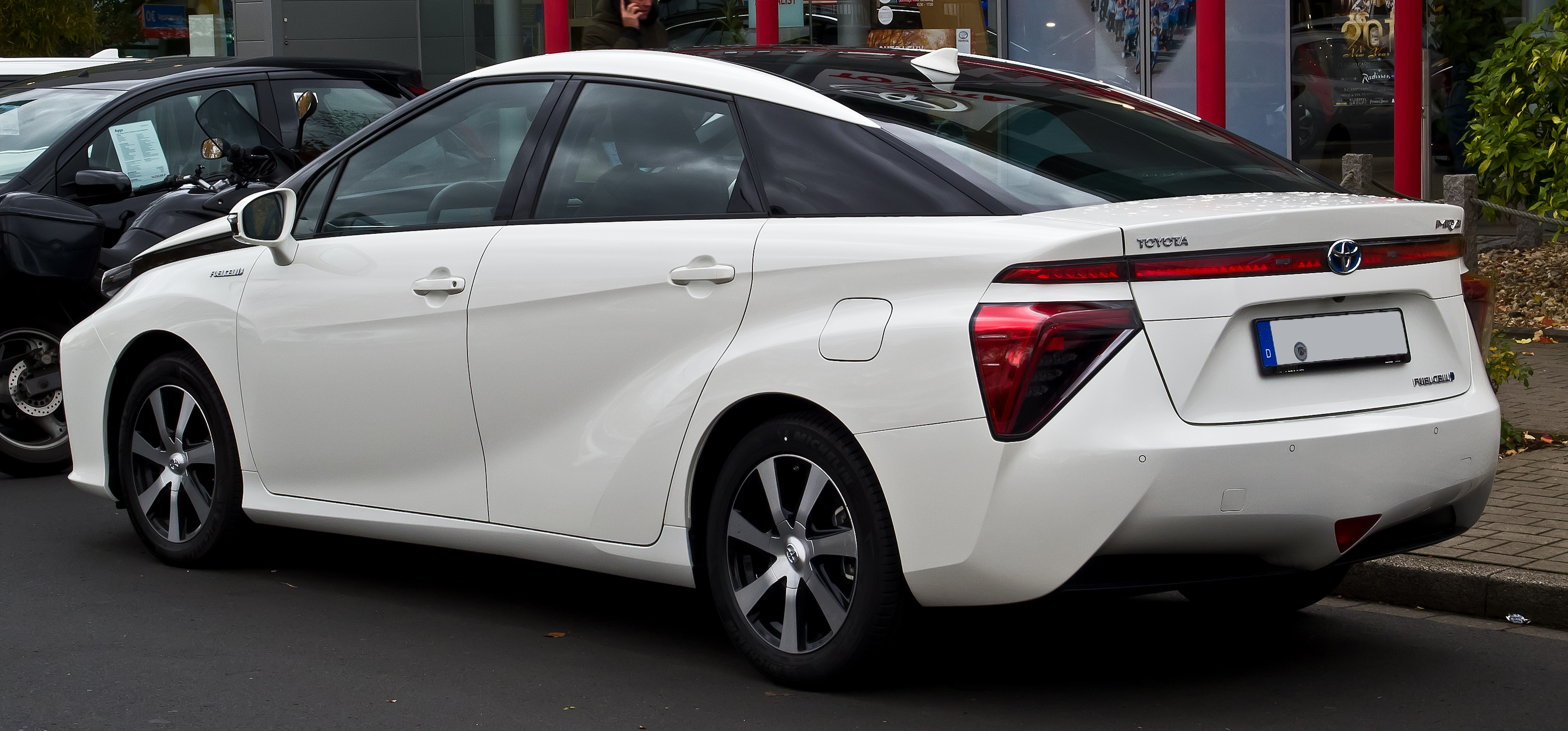
Heckansicht

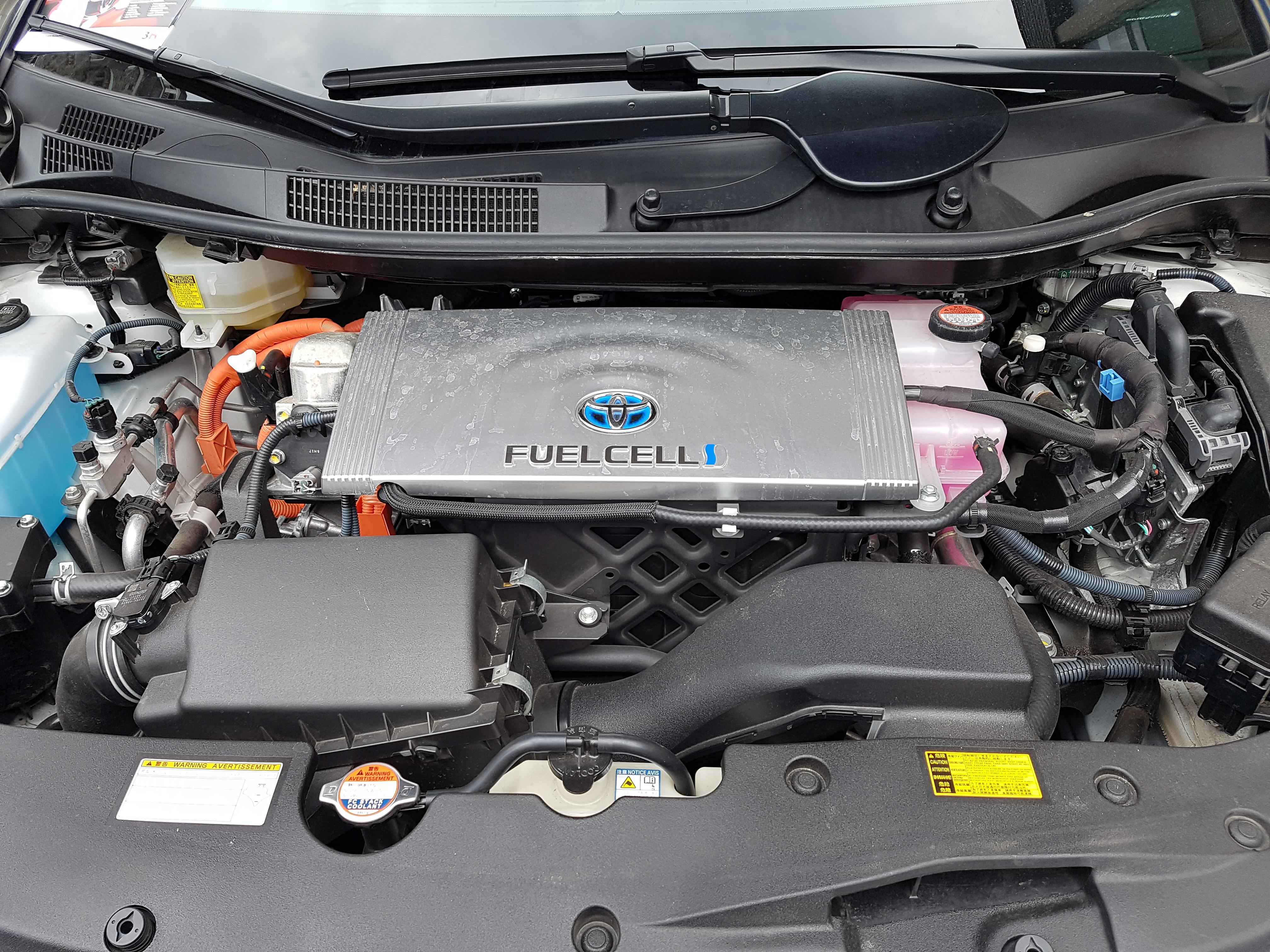
Motorraum

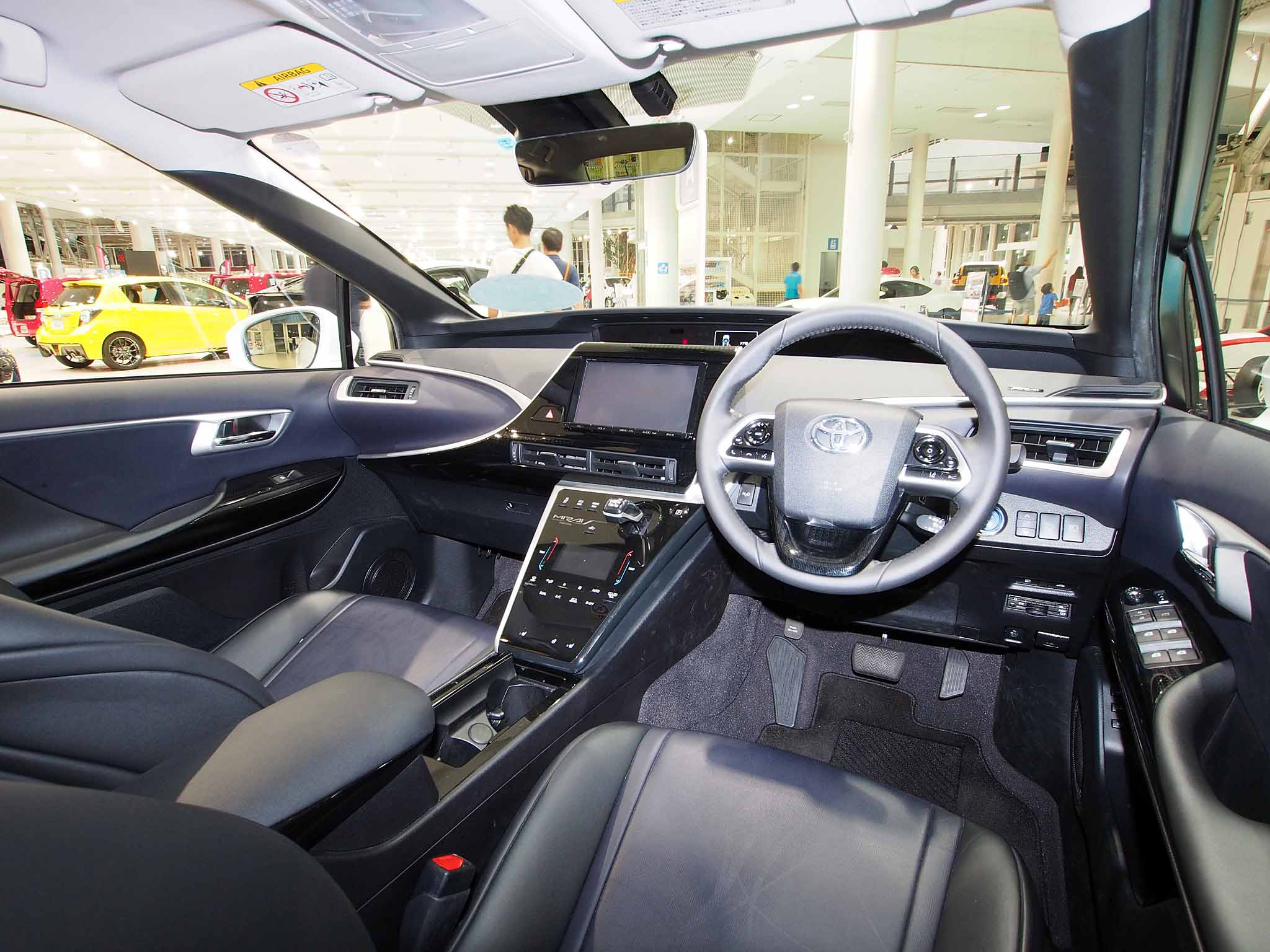
Innenraum

Der Mirai der ersten Generation wurde 2014 vorgestellt, am 15. Dezember 2014 begann der Verkauf in Japan. In Deutschland wurde der Viersitzer erstmals im September 2015 ausgeliefert.
Bis Dezember 2016 wurden 2.840 Exemplare hergestellt und 1.500 davon in Japan abgesetzt, 1.200 in den USA sowie 30 in Deutschland. Bis Ende 2017 wurden weltweit etwa 5.300 Mirai verkauft. Bis Januar 2018 setzte Toyota in Kalifornien insgesamt mehr als 3.000 Exemplare ab, womit das Unternehmen bei den Brennstoffzellenautos in den USA einen Marktanteil von 80 % erreichte. Bis September 2019 wurden 10.000 Mirai produziert, davon knapp 1.000 in Europa verkauft.
Der Begriff „Mirai“ stammt aus dem Japanischen und bedeutet Zukunft.

### Geschichte
Toyota begann die Entwicklung eines wasserstoffgetriebenen Fahrzeugs bereits 1992. Die ersten Prototypen wurden mit dem Toyota FCHV 2001 vorgestellt.
Die Markteinführung in Japan wird durch die Regierung unterstützt. Der damalige japanische Premier Shinzō Abe sagte im Juli 2014 zu, jeden Kauf mit umgerechnet 14.000 Euro zu fördern.
In den USA wurde der Mirai 2014 zu einem Verkaufspreis von 57.500 US-Dollar angeboten. In Deutschland wird das Modell nur im Direktvertrieb über Toyota Deutschland zum Preis von 78.600 Euro oder im Leasing angeboten. Für die Wartung gibt es in Städten und Regionen mit Mirai-Kunden so genannte „Mirai Stützpunkt Händler“. Diese befanden sich im Jahr 2017 in Berlin, Hamburg, München, Düsseldorf, Frankfurt, Stuttgart und Karlsruhe.
Ende 2015 wurde ein Mirai in Deutschland Medienvertretern zum Testen überlassen. Eine Testfahrt führte von Berlin nach Bayern und zu einem direkten Vergleich mit dem rein batterieelektrisch angetriebenen Tesla Model S.
Die Produktionslinie in Motomachi in der Nähe der Stadt Nagoya setzt relativ wenige Roboter ein und erlaubt die Herstellung von maximal 13 Fahrzeugen am Tag.
Anlässlich einer Japan-Reise von Papst Franziskus im November 2019 baute Toyota zwei Versionen des Mirai als Papamobil.

### Technik
Technisch ist der Toyota Mirai ein serieller Hybrid: Der Elektroantrieb bezieht seine Energie aus einer Hochvolt-Traktionsbatterie mit 244,8 V aus 34 Modulen mit Nickel-Metallhydrid-Akkumulatoren bei einer Kapazität von 6,5 Ah bzw. 1591 Wh. Dieser für PKW sehr kleine Akku wird im Fahrbetrieb von einer Brennstoffzelle nachgeladen. Der genutzte Energieträger Wasserstoff befindet sich in Tanks vor und hinter der Hinterachse. Jeder der Tanks kann bei 700 bar etwa 2,5 kg Wasserstoff (gesamt 122,4 L) aufnehmen. Der Toyota Mirai erzielt damit eine Reichweite von bis zu 500 km. Die Brennstoffzelle  leistet 3,1 kW pro Liter Bauvolumen.
Der Elektromotor leistet  maximal 114 kW (155 PS) und hat ein maximales Drehmoment von 335 Nm. Rechnerisch reicht eine Akkuladung für ca. 50 Sekunden Volllast. Der Wagen kann von 0 auf 100 km/h in 9,6 Sekunden beschleunigen, die Höchstgeschwindigkeit beträgt 178 km/h.
Auf der Testfahrt von Berlin nach Bayern hat das Tanken an den 700-bar-Drucktankstellen bis zu 15 Minuten gedauert und je 100 Kilometer wurden etwa 7 bis 8 Liter Wasser ausgestoßen.
Bei Fahrtende verbleibt noch Wasser in den Leitungen. Durch Drücken einer Taste H2O wird das Wasser aus dem Fahrzeug gepumpt. Das Video zeigt den Vorgang nach ca. 25 km Fahrt.
Das Fahrwerk hat vorn MacPherson-Federbeine mit Querlenkern und hinten eine Verbundlenkerachse.

### Bewertungen
Der „ADAC Auto Test“ 03/2017 bewertete den Toyota Mirai in der Kategorie „Umwelt/Ecotest“ mit „1,4“, verwies aber darauf, dass Wasserstoff langfristig aus regenerativen Energiequellen wie Photovoltaik, Windenergie und Wasserkraft gewonnen werden müsse; bei Wasserstoffherstellung aus fossilen Stoffen kommt der ADAC auf einen CO2-Ausstoß von 121 g/km. Bei der Tank-to-Wheel-Betrachtung sei der Mirai wie ein Elektroauto geräuscharm und frei von schädlichen Abgasen.
Anfang Juli 2017 wurde das Fahrzeug mit dem „KS (= Kraftfahrer-Schutz e. V.)-Energie- und Umweltpreis“ ausgezeichnet, einer Auszeichnung für technische Entwicklungen, die eine umweltschonende und sparsame Autofahrt unterstützen.
Dagegen verdeutlichte Gregor Honsel ebenfalls im Juli 2014 in einem Kommentar auf heise.de den fossilen Primärenergiebedarf Well-to-Tank des Toyota Mirai, die den auf der Tank-to-Wheel-Betrachtung von Toyota beruhenden positiven Darstellungen zu den Klimaauswirkungen und der Firmenselbstdarstellung entgegenstehe. Er zog daher die Umweltfreundlichkeit Well-to-Wheel in Zweifel. Der Wasserstoff steht dabei als künstlich herzustellender sekundärer Energieträger wegen seiner geringen volumetrischen Energiedichte und der fast ausschließlichen Gewinnung über Dampfreformation aus fossilem Erdgas in der Kritik.

### Galerie des Konzeptfahrzeugs FCV-Concept

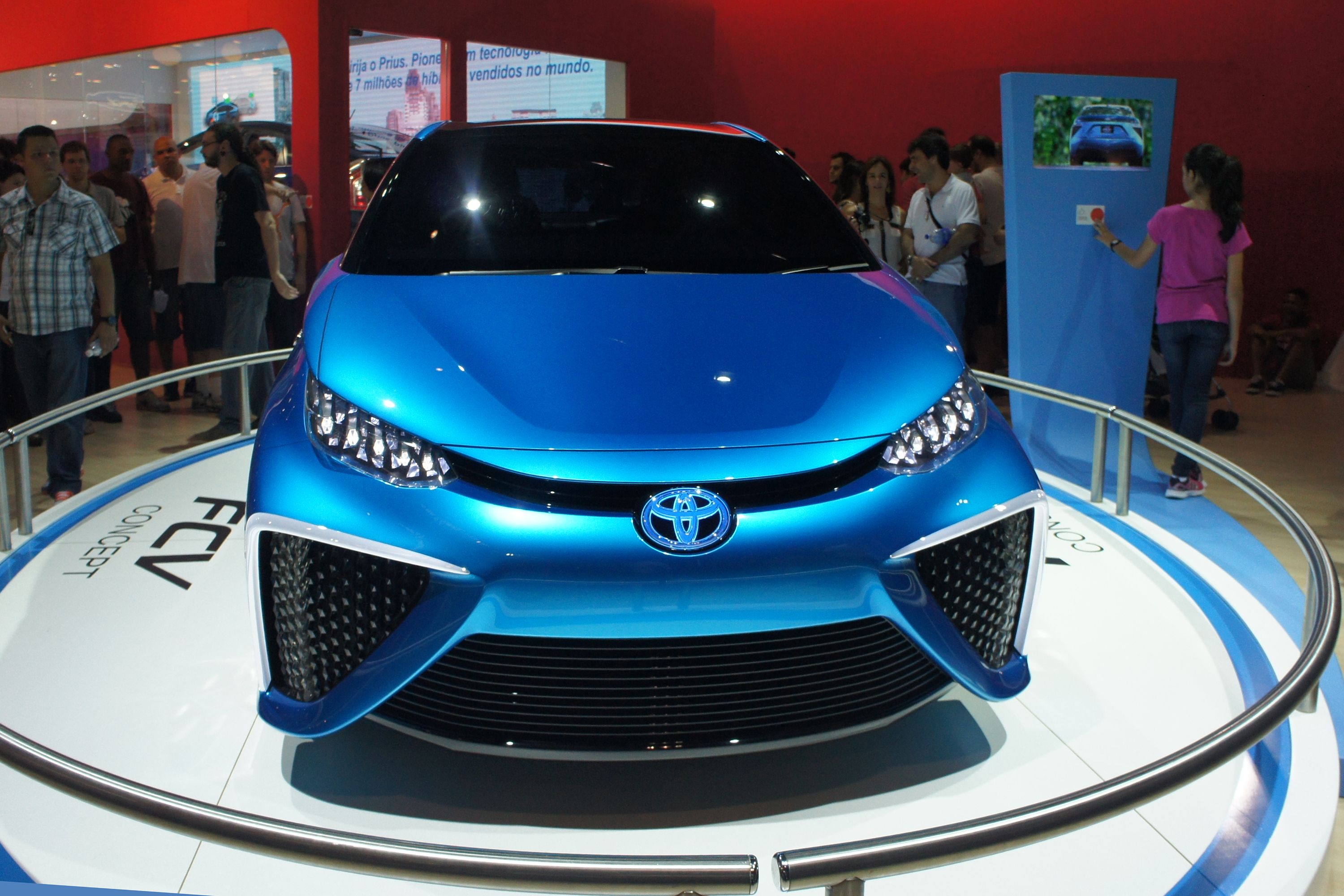
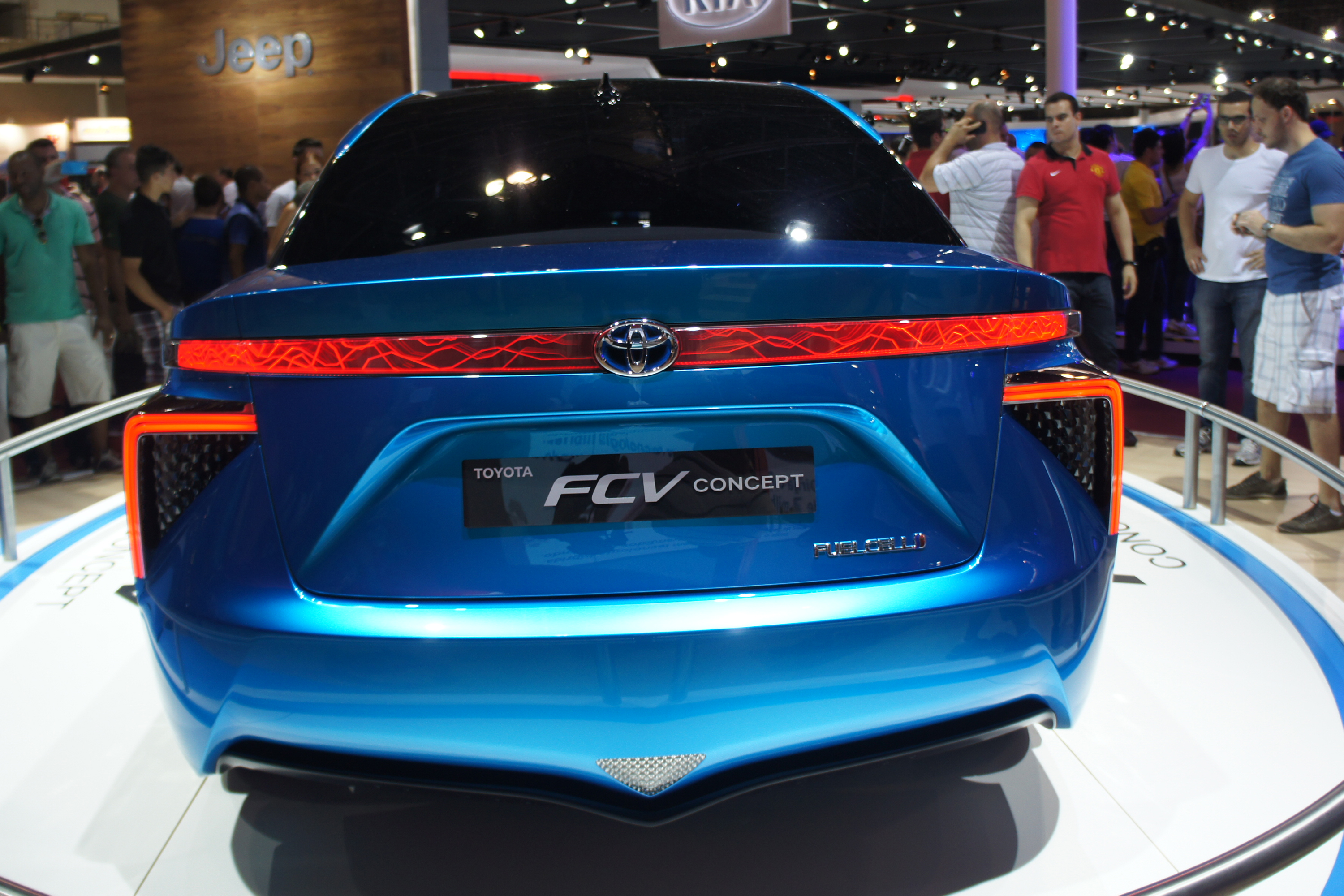
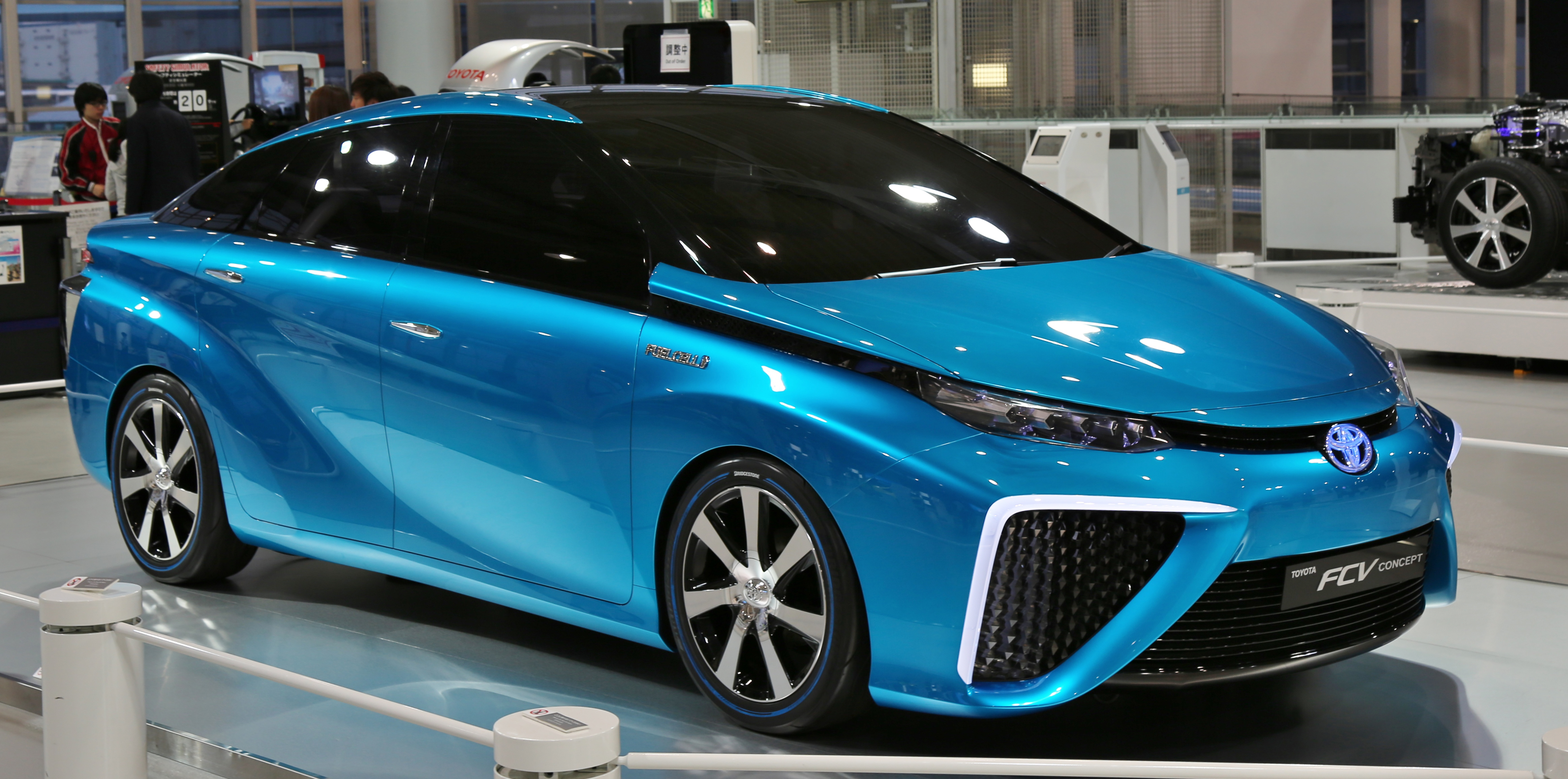
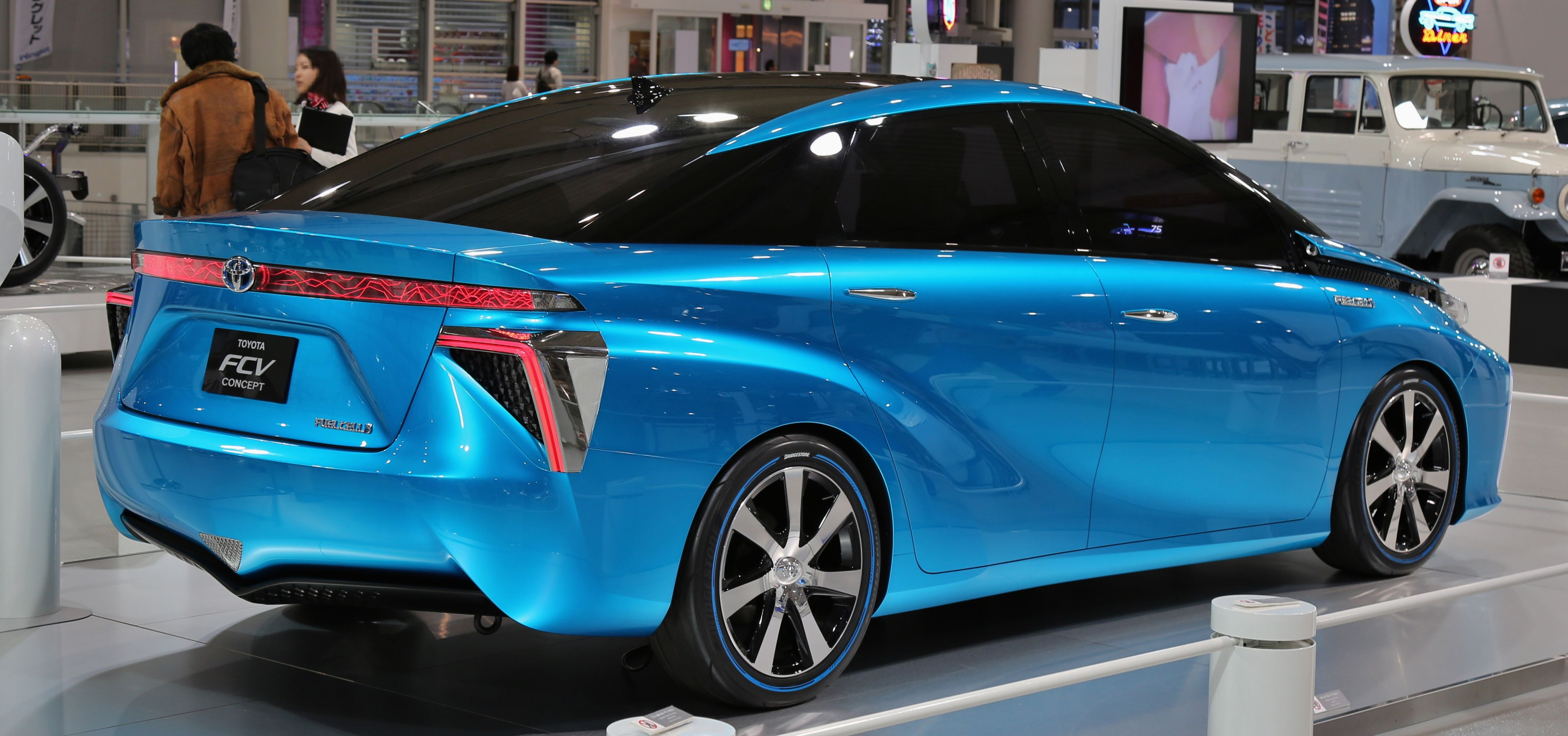
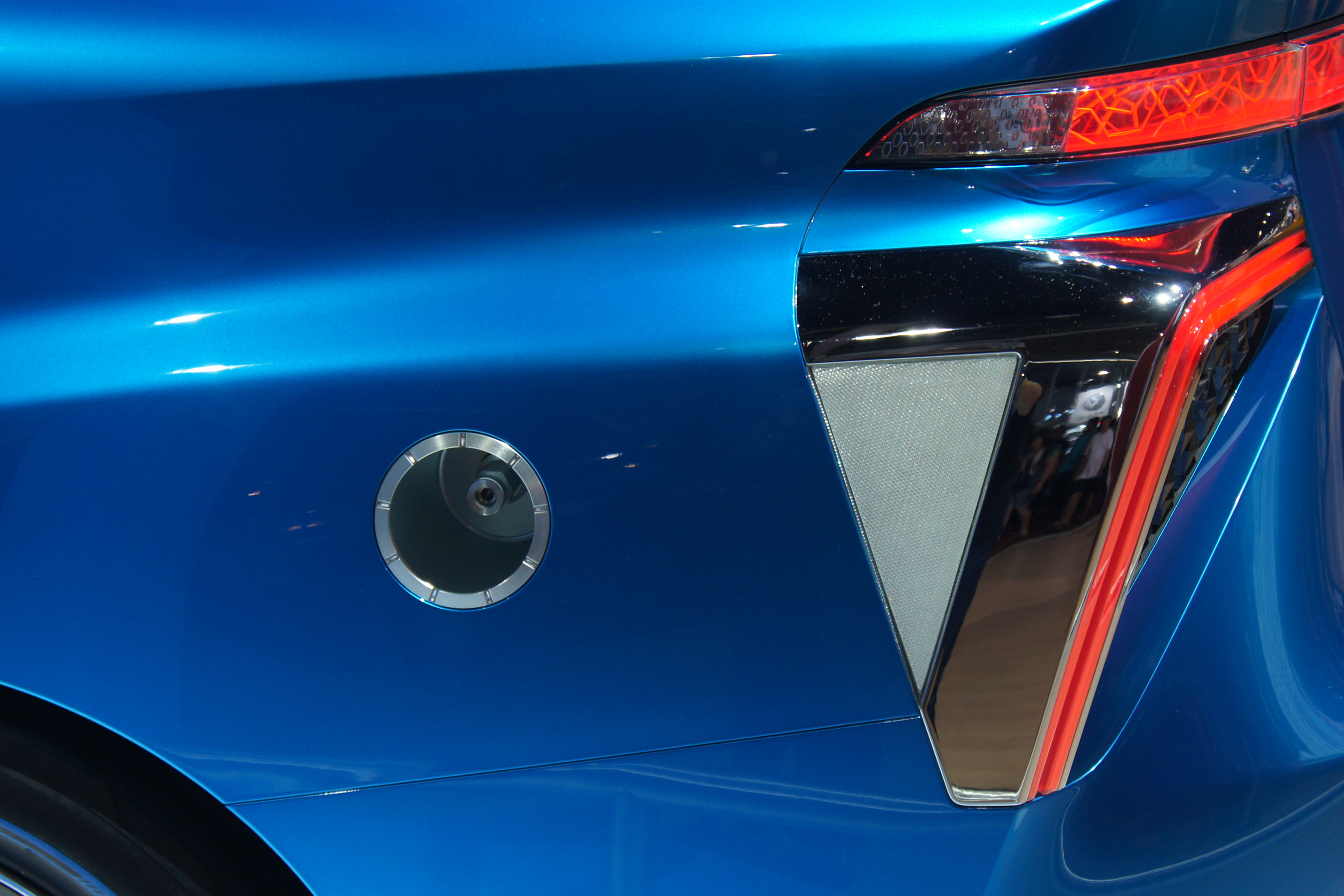

## Zweite Generation (seit 2020)

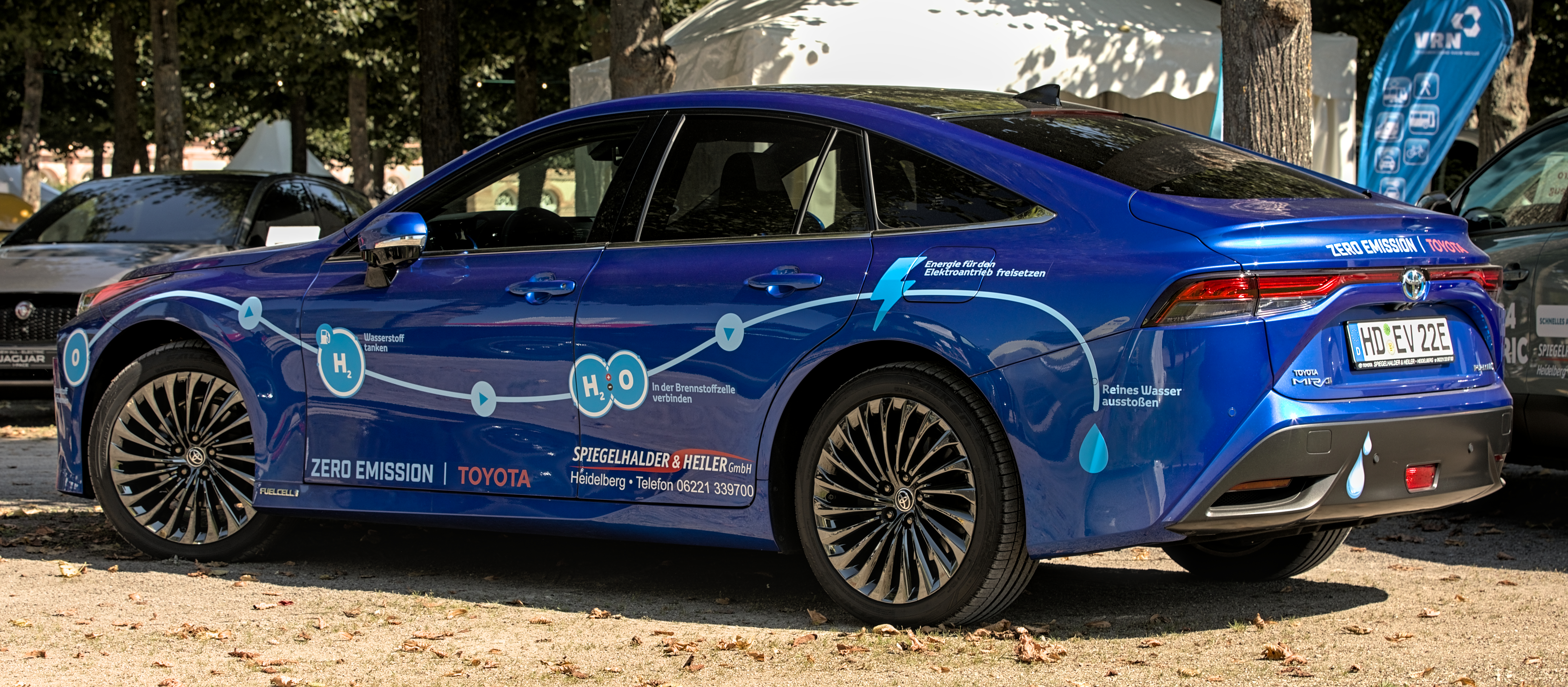
Seitenansicht

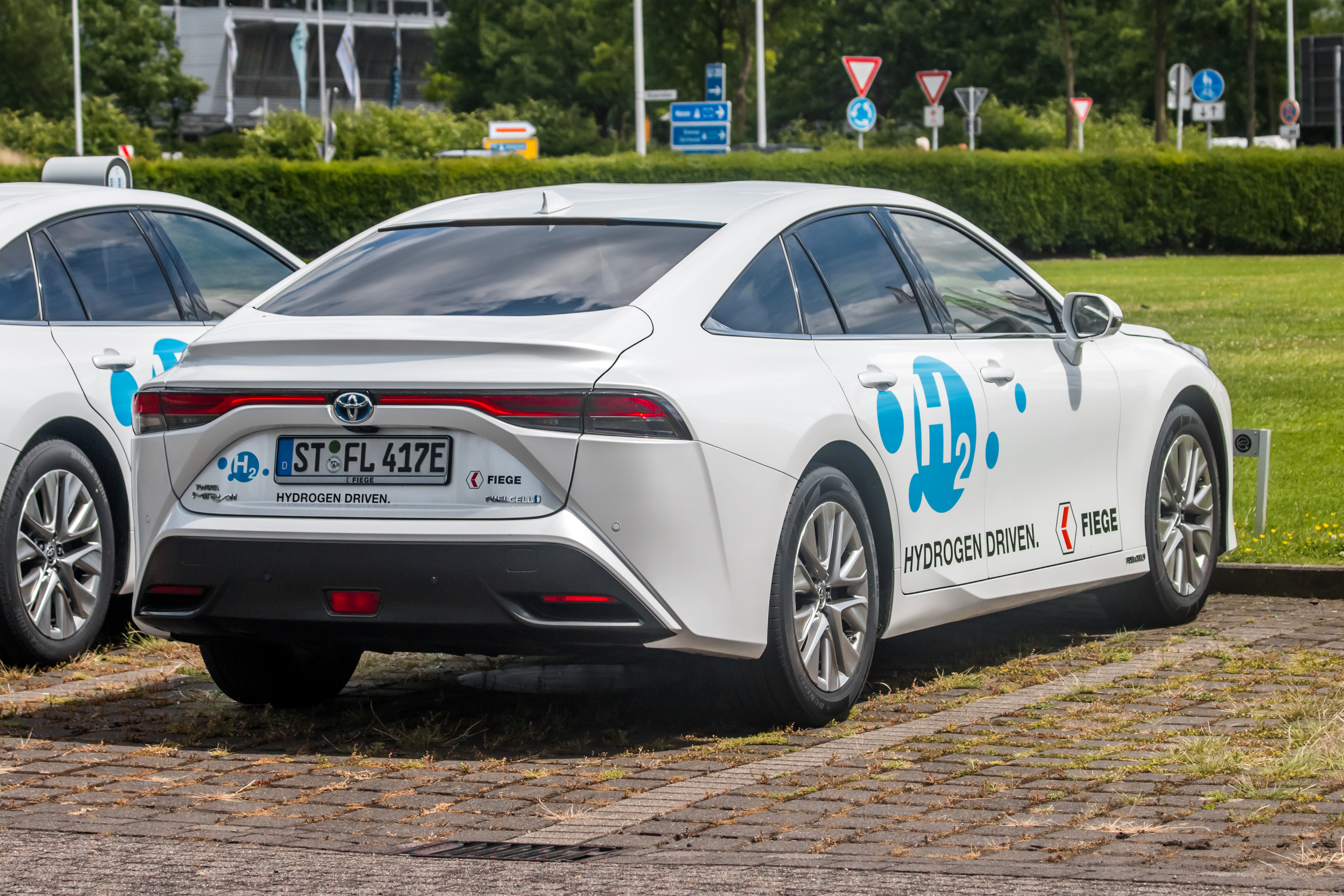
Heckansicht

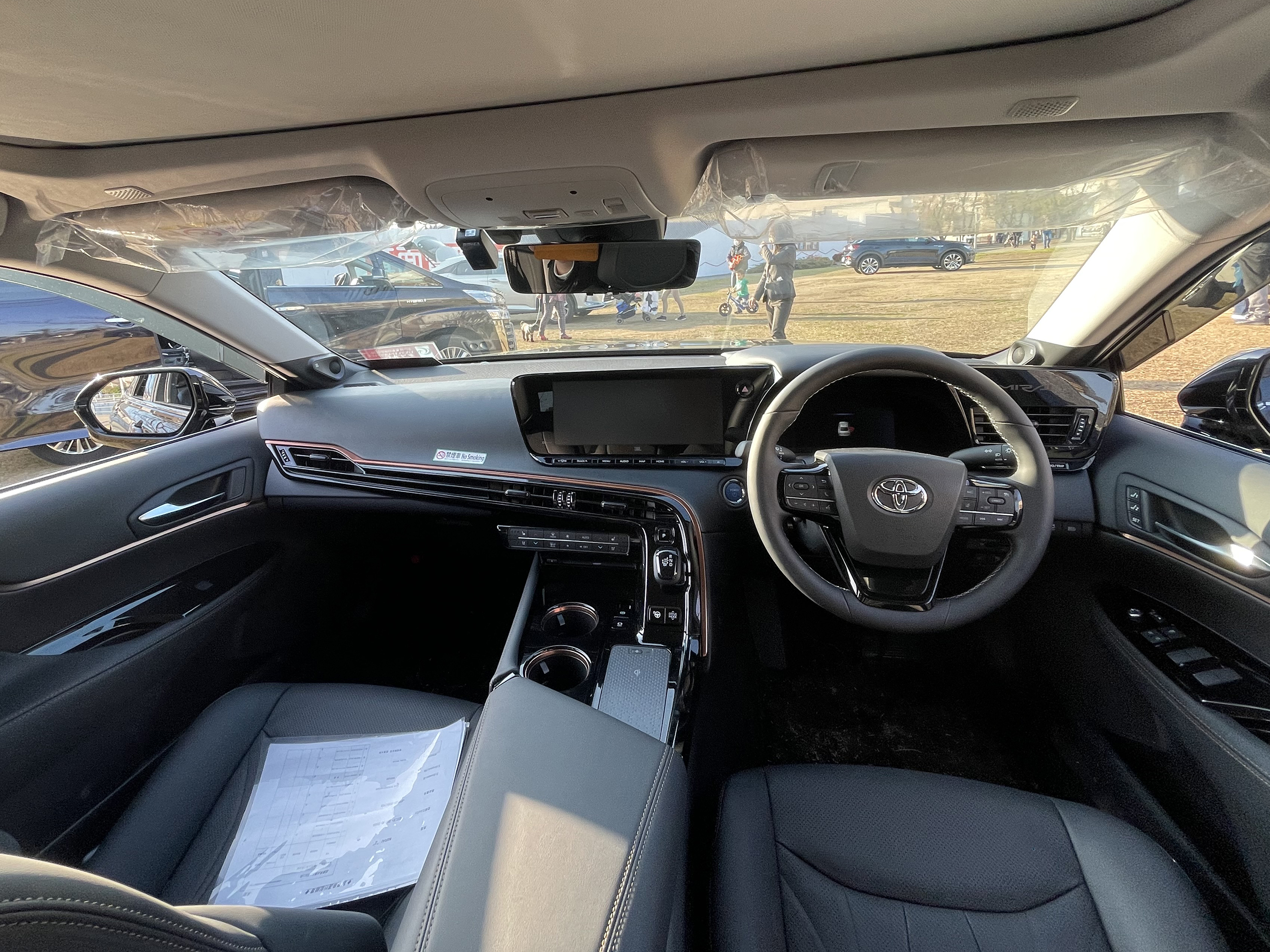
Innenraum

Ende September 2019 kündigte Toyota-Chef Takeshi Uchiyamada die zweite Generation des Mirai für 2020 an.  Mit einer längeren Motorhaube wird dem europäischen Geschmack Rechnung getragen. Zur Vergrößerung der Reichweite wurde der Luftwiderstand gering gehalten. Weiter wurde das Fahrzeug, das auf der Toyota New Global Architecture (TNGA) basiert, auf Heckantrieb mit Motor über der Hinterachse umgestellt. Die Länge wuchs bei einem Radstand von 2,92 m auf 4,97 m; dies geht mit fünf Sitzplätzen einher. Die Produktion begann im November 2020, im März 2021 kam das Fahrzeug in Deutschland zu den Händlern. In den Vereinigten Staaten wird der Mirai aufgrund der nur dort vorhandenen Wasserstoffinfrastruktur ausschließlich in Kalifornien verkauft.
Die zweite Generation des Mirai hat drei Tanks aus kohlenstofffaserverstärktem Kunststoff, die zusammen 5,6 kg Wasserstoff aufnehmen und ein verbessertes Brennstoffzellensystem, das nun im Motorraum platziert ist; die WLTP-Reichweite steigt um 30 Prozent auf rund 650 Kilometer. Der Basispreis sank in Deutschland trotzdem um 15.000 Euro auf 63.900 Euro. Damit war der Mirai nun auch durch den Umweltbonus förderfähig.
Ein Elektromotor mit einer maximalen Leistung von 134 kW (182 PS) bei 6940/min treibt den Wagen an. Die Traktionsbatterie mit einer Nennspannung von 310,8 V und einer Kapazität von 3,99 Ah besteht aus Lithium-Ionen-Akkumulatoren und hat einen Energieinhalt von 1,24 kWh. Das maximale Drehmoment liegt bei 300 Nm. Auf 100 km/h soll die zweite Generation in 9,2 Sekunden beschleunigen, die Höchstgeschwindigkeit gibt Toyota mit 175 km/h an. Das Gewicht ist zu gleichen Teilen auf Vorder- und Hinterachse verteilt, die beide Mehrlenkerkonstruktionen sind.
Im Sommer 2021 wurde der Mirai vom Euro NCAP auf die Fahrzeugsicherheit getestet. Er erhielt fünf von fünf möglichen Sternen.

### Technische Daten
|                                              | Mirai                                                                                  |
| -------------------------------------------- | -------------------------------------------------------------------------------------- |
| Bauzeitraum                                  | seit 11/2020                                                                           |
| Motorkenndaten                               |                                                                                        |
| Brennstoffzelle                              | Polymerelektrolytbrennstoffzelle mit 330 Zellen und einer Leistung von 128 kW (174 PS) |
| Motortyp                                     | Permanentmagnet-Synchron-Elektromotor                                                  |
| max. Leistung bei min−1                      | 134 kW (182 PS) / 6940                                                                 |
| max. Drehmoment bei min−1                    | 300 Nm / 0–3267                                                                        |
| Kraftübertragung                             |                                                                                        |
| Antrieb                                      | Hinterradantrieb                                                                       |
| Getriebe                                     | Eingang-Getriebe                                                                       |
| Messwerte                                    |                                                                                        |
| Höchstgeschwindigkeit                        | 175 km/h                                                                               |
| Beschleunigung, 0–100 km/h                   | 9,2 s                                                                                  |
| Leergewicht                                  | 1900 kg                                                                                |
| Tankinhalt                                   | 5,6 kg                                                                                 |
| Wasserstoffverbrauch auf 100 km (kombiniert) | 0,79–0,89 kg                                                                           |
| Reichweite nach WLTP                         | 650 km                                                                                 |
| Reichweite nach EPA                          | 647 km (402 miles)                                                                     |
| Reichweite nach ADAC                         | 555 km                                                                                 |

## Zulassungszahlen in Deutschland
Seit dem Marktstart bis einschließlich Dezember 2024 sind in der Bundesrepublik Deutschland insgesamt 1.260 Toyota Mirai neu zugelassen worden. Mit der Einführung der zweiten Generation stiegen die Zahlen vorübergehend deutlich an, gingen dann 2023 und 2024 aber auch wieder deutlich zurück.
|  |

|  |

|  |

|  |

|  |

|  |

|  |

|  |

|  |

|  |

|  |

|  |

|  |

|  |

|  |

|  |

|  |

|  |

|  |

|  |

|  |

|  |

|  |

|  |

|  |

|  |

|  |

|  |

|  |

|  |

|  |

|  |

|  |

|  |

|  |

|  |

|  |

|  |

|  |

|  |

|  |

|  |

|  |

|  |

|  |

|  |

|  |

|  |

|  |

|  |

|  |

|  |

|  |

|  |

|  |

|  |

|  |

|  |

|  |

|  |

|  |

|  |

|  |

|  |

|  |

|  |

|  |

|  |

|  |

|  |

|  |

|  |

|  |

|  |

|  |

|  |

|  |

|  |

|  |

|  |

|  |

|  |

|  |

|  |

|  |

|  |

|  |

|  |

|  |

|  |

|  |

|  |

|  |

|  |

|  |

|  |

|  |

|  |

|  |

|  |

|  |

|  |

|  |

|  |

|  |

|  |

|  |

|  |

|  |

|  |

|  |

|  |

|  |

|  |

|  |

|  |

|  |

|  |

|  |

|  |

|  |

|  |

|  |

|  |

|  |

|  |

|  |

|  |

|  |

|  |

|  |

|  |

|  |

|  |

|  |

|  |

|  |

|  |

|  |

|  |

|  |

|  |

|  |

|  |

|  | FCEV (1.260) |

|  | FCEV (1.260) |

Im September 2019 gab Toyota neben der Ankündigung eines Nachfolgemodells bekannt, seit dem Produktionsbeginn 2014 bisher 10.000 Einheiten vom Mirai produziert zu haben. Das entspricht etwa 2.000 Fahrzeugen durchschnittlich im Jahr. 2022 wurden global 3.694 Exemplare verkauft, 2023 sogar 3.737, 2024 nur 1.778.